# Anton de Komplein

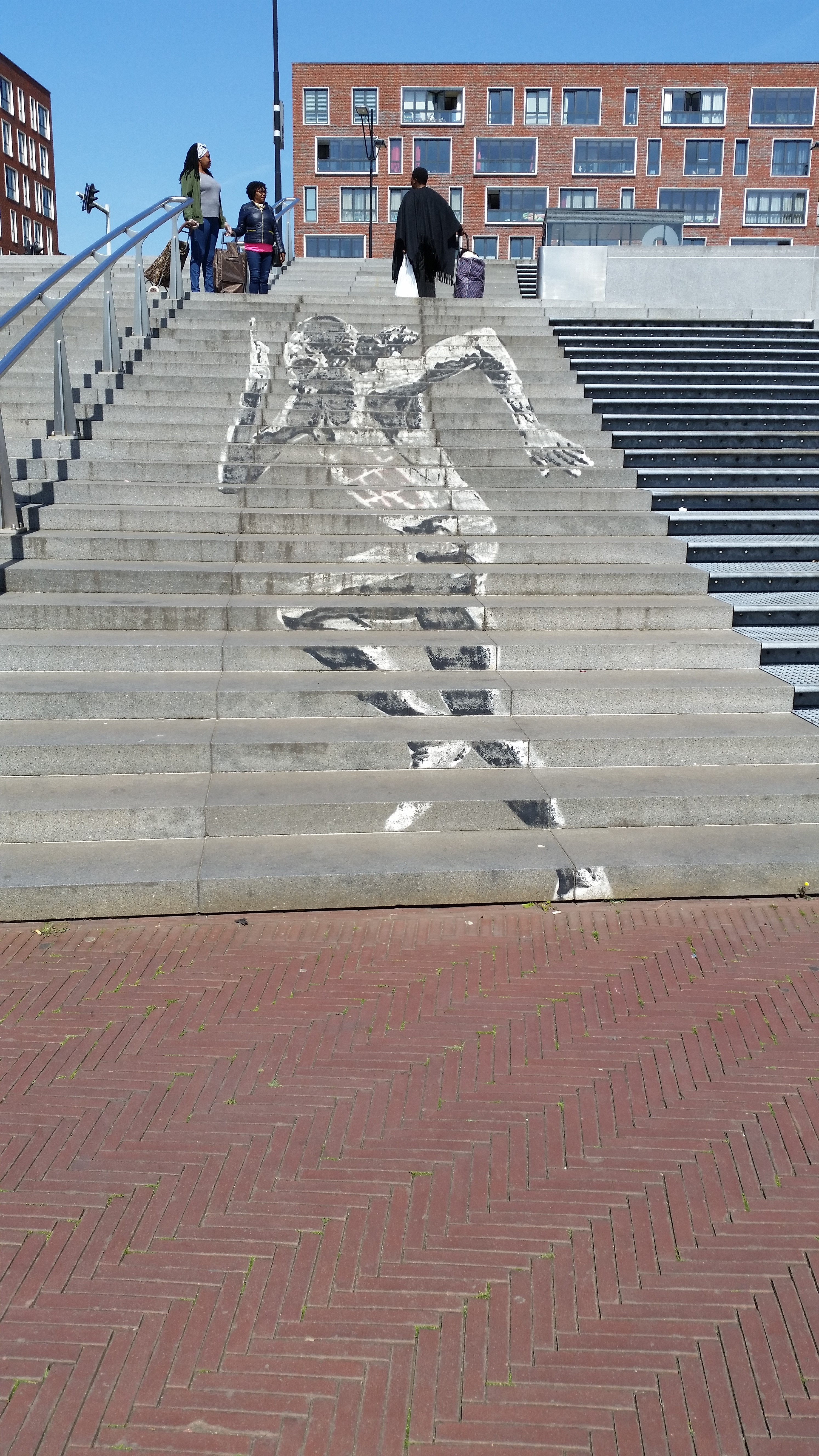
Trapschildering (mei 2020)

Het Anton de Komplein is een plein in Amsterdam-Zuidoost.

## Geschiedenis en ligging
Het plein is ontstaan in het kader van de vernieuwing van de Bijlmermeer en in 1989 en 2002 vernoemd naar de Surinaamse verzetsstrijder Anton de Kom.
Het plein ligt ten zuiden van de Bijlmerdreef en ten noorden van het Nelson Mandelapark. In het oosten grenst het plein aan de wijk Vogeltjeswei en in het westen aan de Flierbosdreef. Het plein is gelegen vlak bij het Bijlmerplein en het winkelcentrum Amsterdamse Poort, waarmee het met een viaduct onder de Flierbosdreef direct is verbonden. Vanaf de hooggelegen Bijlmerdreef voert een brede trap naar het plein.
Op het plein wordt op maandag, donderdag en vrijdag een markt gehouden.

## Gebouwen
De huisnummers aan het plein zijn alle even en lopen op van 2 tot 240, maar er ontbreken tal van nummers. Aan het plein zijn aan de zijde van de Bijlmerdreef kantoren waaronder het stadsdeelkantoor dat hier in 2006 werd geopend ter vervanging van het kantoor aan de Bijlmerdreef iets westelijker. De bebouwing is grotendeels 21e-eeuwse. Aan de zuidzijde van het plein zijn een politiebureau en een zwembad gelegen. Nog verder van het plein ligt op huisnummer 240 het Bijlmer Parktheater tegen het Nelson Mandelapark aan.

## Kunst
In het gebouw van het voormalige stadsdeel is het Centrum Beeldende Kunst Zuidoost gevestigd. Op de grote trap tussen plein en dreef staat het Monument voor Anton de Kom uit 2006 van Jikke van Loon. De trap is verder versierd met twee schilderingen van sporters. In 2020 volgde de Muurschildering Anton de Kom van Hedy Tjin.

## Openbaar vervoer
Het plein is autovrij behalve voor laden en lossen voor de markt. Voor openbaar vervoer moet men naar de Bijlmerdreef.

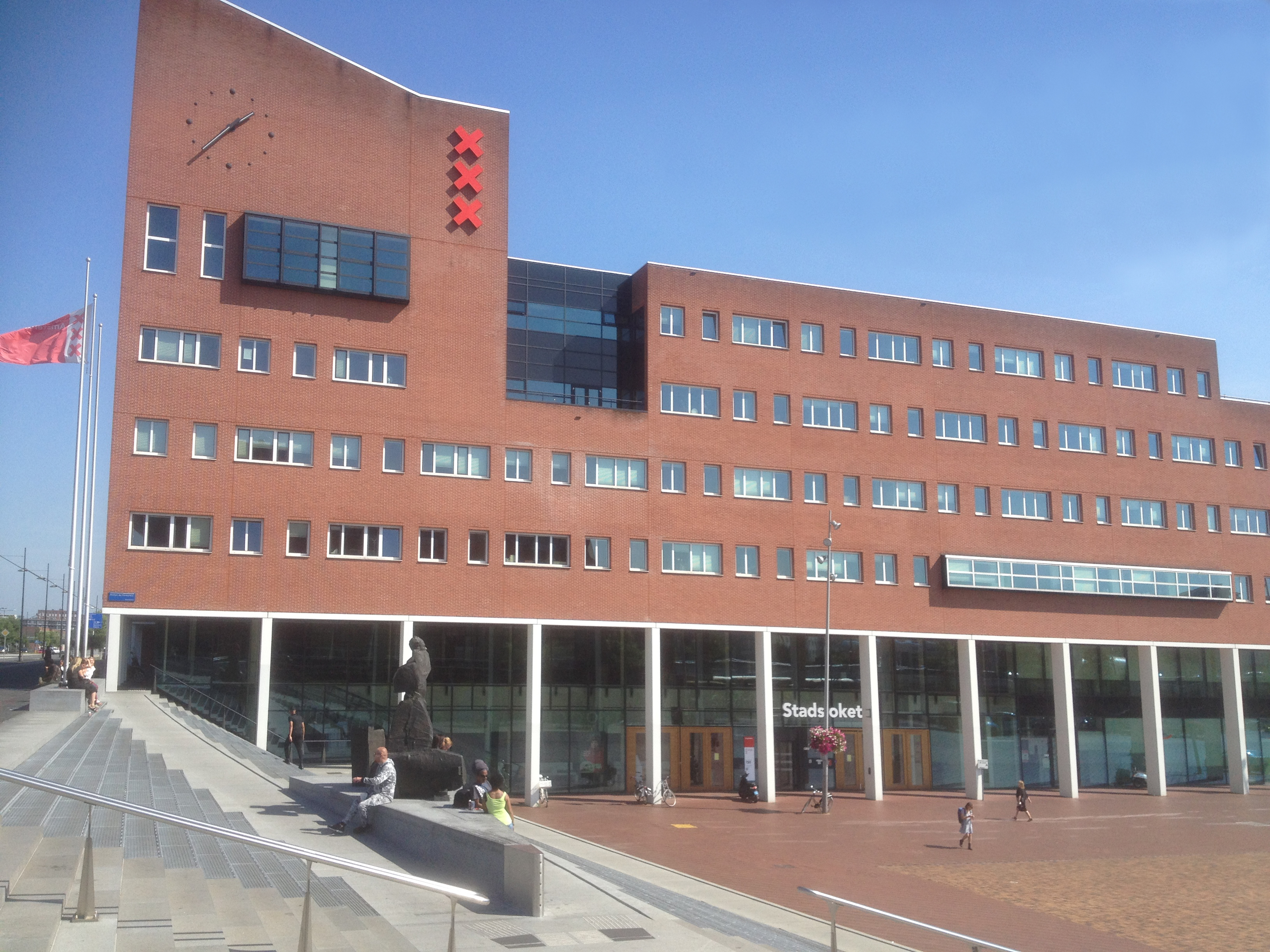
Stadsdeelkantoor Zuidoost van de Gemeente Amsterdam (augustus 2016)